# Sensibilitat (biologia)
La sensibilitat és la facultat d'un ésser viu de percebre estímuls externs i interns mitjançant els sentits. En fisiologia, és la funció del sistema nerviós que permet detectar mitjançant els òrgans sensorials les variacions físiques o químiques que procedeixen de l'interior de l'individu o del seu entorn. Fenòmens possibles gràcies a la transducció sensorial, procés que ocorre en les cèl·lules receptores.
Els sentits informen de l'estat de les coses que rodegen l'individu, i cadascun és selectiu respecte a la classe d'informació que proporciona: l'ull, la pell i l'orella ofereixen informació temporal i espacial en les seves tres dimensions; l'olfacte i el gust, per contra, són sentits químics que proporcionen informació sobre la composició de la matèria volàtil o soluble. El tacte és el més generalitzat i comprèn: la sensibilitat cutània (sensibilitat al dolor, la pressió o la temperatura), la cinestèsia (sensibilitat que s'origina en músculs, articulacions o tendons, informa sobre el moviment del cos), orgànica (sensibilitat en els òrgans interns) i laberíntica (la relacionada amb l'equilibri).
Les nombroses modalitats de la sensibilitat es divideixen en:
- Extereoceptiva o superficial (recull les sensacions externes)
- Interoceptiva (recull les sensacions dels òrgans interns)
- Propioceptiva (informa sobre els membres, actituds i moviments corporals)

Les impressions i estímuls percebuts poden tenir diverses dimensions: de qualitat, intensitat, extensió i duració. Durant els tres primers mesos de vida predomina en el nadó la sensibilitat interoceptiva, al sentir gana i set. A partir del quart mes comença a distingir les sensacions corporals de les que provenen de l'exterior, iniciant-se d'aquesta manera la presa de consciència de la seva pròpia individualitat.